# Invencible Tour
Invencible Tour  también conocido como Tour Invencible es la gira musical de la cantante Yuri, para promover su álbum de estudio, Invencible (2015). Se inició el 20 y 21 de marzo en el Auditorio Nacional de México DF. Con la gira, la cantante visitará todo el interior de la república mexicana, Estados Unidos y Latinoamérica.
El show es adaptable a cualquier escenario, ya que cuenta con tres tipos de escenografía, conocidas como "Show A", "Show B" y "Show C".
Escenario 
El escenario del tour para el show A consiste en 6 pantallas led enormes, una de ellas que sube y baja y dos que se abren y cierran para dar entrada a las escenografías corpóreas que acompañan el show. También tiene un gran juego de luces y cuentan con algunos elementos como un Barco pirata, Una concha gigante y una silla con un abanico atrás, una motocicleta que desciende del techo entre otras cosas más.
Para el Show B 
Consiste en las pantallas led pero no cuenta con las escenografías corpóreas del show. 
Para el show C
El escenario es aún más sencillo y cuenta con solo una pantalla led gigante y el juego de luces.

## Desarrollo
Montaje del Show
El show fue creado por los directores de los conciertos de la banda U2. Este es un show más artístico donde lo principal son su montaje de pantallas led , un increíble juego de luces y elementos en el escenario. El show tomó dos años en crearse. Fue necesario buscar auspiciantes para costear todos los gastos de montaje.
Vestuario
Yuri realiza más de 15 cambios de vestuario de diseñadores internacionales como: The Blonds, Manuel Albarrán, Charbel Zoé, Christian Dior, entre otros.

## Repertorio
| Tour Invencible 2015 |
| --- |
| Acto IMotocross 1. «Este Amor No Se Toca» 2. «Dame Un Beso» (contiene elementos de «Sweet Dreams» de Eurythmics) 3. «Arrepentida» (Cubriendo el vestuario con una capa roja) Acto IIBajo el mar 1. «Isla Del Sol» 2. «Es Ella Más Que Yo» 3. «Fuera De Mi Vida»/«Como Una Loba» Acto IIIEspañola 1. «Embrujada» 2. «No Puedo Más» Acto IVAliens 1. «¿Que Te Pasa?» (contiene elementos de «Don´t Stop The Music» de Rihanna) Acto VBaladas 1. «Maldita Primavera» 2. «Dejala» 3. «Yo Te Pido Amor» Acto VISexy 1. «Mueve Tu Cuerpo» 2. «Imposible Amarte Como Te Amo Yo» (Cubriendo su leotardo con una sexy falda con abertura) 3. Medley Baladas:«Poligamia»/«Ya No Vives En Mi»/«Amiga Mía» Acto VIIEspejos 1. «El Espejo» 2. «Todo Mi Corazón» Acto VIIIFrozen 1. «Cuando Baja La Marea» 2. «Ahora» Acto IXMedieval 1. «Invencible» 2. «Duele» (Acompañada por Reik virtualmente) Acto XBaladas 2 1. «¿Quien Eres Tú?» 2. «Detrás De Mi Ventana» Acto XIPiratas 1. «Hola» Encore 1. «El Apagón» |

| Tour Invencible 2.0 |
| --- |
| Acto IMotocross 1. «Este Amor No Se Toca» 2. «Dame Un Beso» (contiene elementos de «Sweet Dreams» de Eurythmics) Acto IIBajo el mar 1. «Isla Del Sol» 2. «Es Ella Más Que Yo» Acto IIIEspañola 1. «Embrujada» 2. «No Puedo Más» Acto VEspejos 1. «El Espejo» 2. «Déjala» 3. «Yo Te Pido Amor» Acto IVCar Race 1. «Hoy Te Vi» Acto VIBaladas 2 1. «Maldita Primavera» 2. «Imposible» 3. «Detrás de mi ventana» Acto VIIIEgipto 1. «Presa» 2. «Déjame Volar» Acto IXDancing 1. «Al Bailar Ft. Yandel» 2. Medley Baladas:«Poligamia»/«Ya No Vives En Mi»/«Amiga Mía» Acto XMedieval 1. «Invencible» 2. «Duele Ft. Reik» Acto XIDisco 1. Medley OTI:«Será Mañana»/«Vive»/«Ay Amor»/«Al Final»/«El Triste»/«Tiempos Mejores» Encore 1. «Hombres Al Borde De Un Ataque De Celos» |

## Fechas
| Norte América            |                    |                |                                             |
| 20 de marzo de 2015      | Ciudad de México   | México         | Auditorio Nacional                          |
| 21 de marzo de 2015      | Ciudad de México   | México         | Auditorio Nacional                          |
| 26 de marzo de 2015      | Puebla             | México         | Auditorio del CCU                           |
| 28 de marzo de 2015      | Durango            | México         | Plaza IV centenario                         |
| 18 de abril de 2015      | Monterrey          | México         | Arena Monterrey                             |
| 8 de mayo de 2015        | Aguascalientes     | México         | Palenque de La Feria Nacional de San Marcos |
| 9 de mayo de 2015        | Tabasco            | México         | Teatro del Pueblo                           |
| 10 de mayo de 2015       | Michoacán          | México         | Palacio del Arte                            |
| 17 de mayo de 2015       | Ixtapaluca         | México         | Centro de Espectáculos                      |
| 29 de mayo de 2015       | Guadalajara        | México         | Auditorio Telmex                            |
| Sudamérica               |                    |                |                                             |
| 4 de junio de 2015       | Lima               | Perú           | Circuito Militar del Perú                   |
| Centro América           |                    |                |                                             |
| 6 de junio de 2015       | San José           | Costa Rica     | Estadio Ricardo Saprissa                    |
| Norte América            |                    |                |                                             |
| 12 de junio de 2015      | Austin             | Estados Unidos | The coliseum                                |
| 13 de junio de 2015      | Houston            | Estados Unidos | Arena Theatre                               |
| 14 de junio de 2015      | Dallas             | Estados Unidos | Farwest                                     |
| 19 de junio de 2015      | McAllen            | Estados Unidos | State Farm Arena                            |
| 26 de junio de 2015      | Midland            | Estados Unidos | The Hacienda Event Center                   |
| 27 de junio de 2015      | San Antonio        | Estados Unidos | Magistic Theatre                            |
| 3 de julio de 2015       | Orizaba            | México         | Auditorio Metropilitano                     |
| 5 de julio de 2015       | Michoacán          | México         | Teatro del Pueblo                           |
| 17 de julio de 2015      | Ciudad de México   | México         | Auditorio Nacional                          |
| 18 de julio de 2015      | Ciudad de México   | México         | Auditorio Nacional                          |
| 7 de agosto de 2015      | Phoenix            | Estados Unidos | Celebrity Theatre                           |
| 8 de agosto de 2015      | Los Ángeles        | Estados Unidos | The Forum                                   |
| 19 de septiembre de 2015 | Ciudad de Victoria | México         | Palenque de la Feria                        |
| 20 de septiembre de 2015 | Hermosillo         | México         | Palenque de Hermosillo                      |
| 2 de octubre de 2015     | Querétaro          | México         | Auditorio Josefa Ortiz De Domínguez         |
| Sudamérica               |                    |                |                                             |
| 3 de octubre de 2015     | Medellín           | Colombia       | Plaza de Toros                              |
| Norte América            |                    |                |                                             |
| 21 de noviembre de 2015  | Chicago            | Estados Unidos | Corpinecus Center                           |
| 22 de noviembre de 2015  | Nueva York         | Estados Unidos | Stage 48                                    |
| 24 de noviembre de 2016  | San Diego          | Estados Unidos | Copley Syphony Hall                         |
| Sudamérica               |                    |                |                                             |
| 28 de noviembre de 2015  | Santiago           | Chile          | Estadio Nacional 'Teletón'                  |
| Norte América            |                    |                |                                             |
| 27 de diciembre de 2015  | Acapulco           | México         | Mega feria Imperial                         |
| 1 de enero de 2016       | Puebla             | México         | Plaza la Victoria Fuertes                   |
| 24 de enero de 2016      | León               | México         | Palenque de la feria de Leon                |
| 5 de febrero de 2016     | Veracruz           | México         | Carnaval de Veracruz 2016                   |
| 28 de febrero de 2016    | Ciudad de México   | México         | Auditorio Nacional                          |
| 4 de marzo de 2016       | Ciudad Obregon     | México         | Arena Itson                                 |
| 5 de marzo de 2016       | Texcoco            | México         | Palenque de la feria                        |
| 9 de abril de 2016       | Monterrey          | México         | Arena Monterrey                             |
| 15 de abril de 2016      | Puebla             | México         | Palenque de Puebla                          |
| Centro América           |                    |                |                                             |
| 23 de abril de 2016      | San Juan           | Puerto Rico    | Centro De Bellas Artes                      |
| Norte América            |                    |                |                                             |
| 28 de abril de 2016      | San Marcos         | México         | Palenque de San Marcos                      |
| 7 de mayo de 2016        | Xalapa             | México         | Estadio Cristóbal Colón                     |
| 13 de mayo de 2016       | Chihuahua          | México         | Feria Santa Rita Expogan                    |
| 14 de mayo de 2016       | Morelia            | México         | Teatro del Pueblo                           |
| 28 de mayo de 2016       | Guadalajara        | México         | Teatro Diana                                |
| 18 de junio de 2016      | Indio              | Estados Unidos | Fantasy Springd Resort & Casino             |
| 28 de junio de 2016      | Ciudad de México   | México         | Arena México                                |
| 9 de julio de 2016       | Toluca             | México         | Teatro de Morelos                           |
| 13 de agosto de 2016     | Acapulco           | México         | Expo Imperial                               |
| 29 de agosto de 2016     | San Luis Potosí    | México         | Teatro del Pueblo                           |
| 16 de septiembre de 2016 | Campeche           | México         | Teatro del Pueblo                           |
| 9 de octubre de 2016     | Ciudad Juárez      | México         | Plaza de La Mexicanidad                     |
| 23 de octubre de 2016    | México             | México         | Luminaria                                   |
| 26 de noviembre de 2016  | Choluca            | México         | Plaza de la Concordia                       |
| 2 de diciembre de 2016   | Mexicali           | México         | Palenque Fex                                |
| 3 de diciembre de 2016   | Tijuana            | México         | El Foro                                     |
| 30 de diciembre de 2016  | Celaya             | México         | Teatro del Pueblo                           |